# 富蘭克林資源
富蘭克林資源（Franklin Resources, Inc.）是美國的一家跨國控股公司，旗下最著名的子公司是富蘭克林坦伯頓。該公司於1947年成立於紐約市。1973年，公司總部搬遷到加州聖馬刁。
2023年8月，彭博新聞報道富蘭克林坦伯頓在中國的高管被迫出席習近平思想的課程。